# Dotriacontane
Le dotriacontane est un hydrocarbure linéaire de la famille des alcanes de formule brute C32H66.
Il a un isomère connu : le 11-décyldocosane.